# 巴拉那州图纳斯
巴拉那州图纳斯（葡萄牙語：Tunas do Paraná）是巴西巴拉那州的一个市镇。总面积668.481平方公里，总人口6465人，人口密度9.7人/平方公里。